# François Beaulieu (chef)
Pour les articles homonymes, voir Beaulieu et François Beaulieu.
François Beaulieu (1771-1872) fut un coureur des bois, un guide arctique, un interprète et le chef de la tribu des Couteaux-Jaunes au Canada.

## Biographie
François Beaulieu est un métis issu de l'union d'un blanc, Jacques Beaulieu, et d'une amérindienne dénés-cris. Cette force de la nature est née en 1771 et il est décédé à Salt-River dans les Territoires du Nord-Ouest, en novembre 1872, à l'âge vénérable de 101 ans. 
En 1793, François Beaulieu eut une importance capitale dans l'exploration du Canada et des milieux forestiers peu visités ou vierges. Beaulieu était l'un des guides qui accompagna Alexander Mackenzie qui se dirigeait vers l'Océan Pacifique par voie de terre. 
Pour sa deuxième expédition (1825-1827) John Franklin embaucha François Beaulieu comme guide et interprète. En automne 1825, Beaulieu emprunta le fleuve Mackenzie. Par la suite, l'expédition s'établit à Fort Franklin sur la rive ouest du Grand lac de l'Ours. L'été suivant, François Beaulieu chargea le médecin John Richardson et le second maître E.N. Kendall de descendre le fleuve Mackenzie en bateau afin de dresser des cartes de la côte est jusqu'à Coppermine. Cependant, divers problèmes techniques empêchèrent Richardson et Kendall de mener à bien leur mission dans les délais requis. 
Comme plan B, Richardson et Kendall continuèrent à pied jusqu'à la Baie de Dease du Grand lac de l'Ours où Beaulieu les rejoignit. Ensuite, Beaulieu ramena en bateau tout le groupe d'explorateurs jusqu'au fort Franklin. En tant que chef des Longs Couteaux-Jaunes, François Beaulieu sema la terreur chez les Plats Côtés-de Chiens du Grand lac des Esclaves, et chez les Sèkhanais. 
Dans sa vie conjugale, Beaulieu eut trois épouses et des liaisons passagères. Vers la fin de sa vie, le métis François Beaulieu s'installa avec sa famille et quelques amérindiens fidèles, sur la rivière au Sel, un affluent de la rivière des Esclaves. Dès lors, François Beaulieu se lança dans le commerce lucratif du sel qu'il tirait de la rivière au Sel. Beaulieu jouissait d'un grand prestige auprès de la Compagnie de la Baie d'Hudson, car celle-ci lui octroya un monopole pour le sel. Ce qui à la longue, permit à François Beaulieu de s'enrichir.
En 1848, François Beaulieu fut baptisé par le père Alexandre-Antonin Taché. À 80 ans, Beaulieu demeura avec sa troisième épouse parce qu'il avait répudié ses deux autres femmes. De plus, Beaulieu fréquentait les sacrements, suivait rigoureusement la pratique religieuse, soutenant l'Église de ses dons généreux. 
En 1889, son fils, Étienne Beaulieu servit de guide à l'explorateur américain Warburton Pike. Les descendants d'Étienne Beaulieu habitent encore aujourd'hui dans la région du Grand lac des Esclaves. François Beaulieu II, un autre fils de Beaulieu devint à son tour, guide et coureurs des bois (voir :Paul Provencher) comme son père. François Beaulieu chassait encore le gibier à 85 ans.